# رزق الله محمد عبد الرحيم
رزق الله محمد عبد الرحيم (مواليد 13 مايو 1978) هو ملاكم مصري، مثّل بلاده في الألعاب الأولمبية الصيفية 2000.

## روابط خارجية
رزق الله محمد عبد الرحيم على موقع أوليمبيديا (الإنجليزية)